# گرین لنترن (شخصیت کمیک)
گرین لنترن یا فانوس سبز (به انگلیسی: Green Lantern) نام چند شخصیت خیالی ابرقهرمان در کتاب‌های کامیک آمریکایی منتشر شده توسط دی‌سی کامیکس است. این افراد قابلیتشان داشتن حلقه‌ای با قدرت فراطبیعی است که از طریق آن می‌توانند اشیای واقعی را با آن بسازند. اولین گرین لنترن (آلن اسکات) توسط بیل فینگر و مارتین نودل در ژوئیه ۱۹۴۰ خلق شد. این شخصیت‌ها معمولاً به عنوان اعضای سپاه گرین لانترن، یک سازمان خیالی نظامی و مجری قانون بین کهکشانی به تصویر کشیده می‌شوند.
از روی این شخصیت فیلمی به نام گرین لنترن (۲۰۱۱) به کارگردانی مارتین کمبل نیز ساخته شده‌است.

## زندگی‌نامه شخصیت‌ها

### آلن اسکات
آلن اسکات پس از الهام گرفتن نودل از شخصیت‌های اسطوره‌ها و داستان‌های یونانی، نورس و خاورمیانه، از جمله علاءالدین از هزار و یک شب، خلق شد و به دنبال خلق یک شخصیت سرگرمی محبوب بود که با کمک حلقه جادویی با شر مبارزه می‌کرد. که به او قدرت‌های ماوراء طبیعی مختلفی می‌دهد. آلن اسکات پس از اولین حضور در کمیک‌های تمام آمریکایی، به زودی آنقدر محبوب شد که کتاب کمیک خود، فانوس سبز را حفظ کرد. در حوالی این زمان، دی سی نیز شروع به آزمایش با کراس اوورهای تخیلی بین شخصیت‌هایش کرد، که منجر به یک جهان مشترک از شخصیت‌ها شد. آلن به‌عنوان یکی از محبوب‌ترین قهرمانان ناشر، یکی از اعضای مؤسس این ناشر شدانجمن عدالت آمریکا، یکی از اولین تیم‌های «مردان مرموز» یا ابرقهرمانان در کتاب‌های کمیک.
پس از جنگ جهانی دوم، محبوبیت این شخصیت همراه با افول عصر طلایی کتاب‌های کمیک کم‌رنگ شد و منجر به لغو آن شد. پس از هشت سال چاپ، دی‌سی تصمیم گرفت در سال ۱۹۵۹ گرین لنترن را به عنوان قهرمان علمی–تخیلی هال جردن اختراع کند. بعداً، دی‌سی دوباره با آلن اسکات دیدار کرد و ثابت کرد که آلن و هال فانوس‌های سبز در دو دنیای موازی متفاوت هستند و آلن در زمین دو زندگی می‌کند. و هال جوردن در زمین یک. داستان‌های بعدی که در زمین -دو اتفاق می‌افتد، آلن را به تصویر می‌کشد که پدر ابرقهرمان‌های ۶ابسیدین و جید شد، که هر کدام تا حدودی قدرت‌هایی شبیه به خودشان داشتند. در سال ۱۹۸۵، دی سی راه اندازی مجدد را انتخاب کردتداوم درونی آن، ادغام زمین-یک و زمین-دو و تثبیت مجدد آلن به عنوان یک دولتمرد بزرگ دنیای دی سی، همزیستی با قهرمانان علمی تخیلی تر سپاه گرین لنترن.
در سال ۲۰۱۱ دی سی، یونیورس جدید با نام نیو ۵۲ را معرفی کرد که یک نسخه جوان تر از آلن را به تصویر می‌کشد که یک مرد همجنس‌گرا بود. نسخه فعلی آلن اصلی پس از رویداد تولد جهان دی‌سی در سال ۲۰۱۶ به جریان اصلی بازگردانده شد و در سال ۲۰۲۱، به عنوان همجنس‌گرا برای فرزندانش ظاهر شد و او را به‌عنوان اولین ابرقهرمان همجنس‌گرا معرفی کرد.

### هال جوردن
هال جوردن به عنوان خلبان آزمایشی، عضو و گهگاه رهبر یک نیروی پلیس بین کهکشانی به نام سپاه گرین لانترن، و همچنین یکی از اعضای مؤسس لیگ عدالت، تیم ابرقهرمانی شاخص دی‌سی، کار می‌کند. قهرمانان شناخته شده‌ای مانند بتمن، سوپرمن و واندر وومن. او در سراسر جهان با شرارت مبارزه می‌کند و حلقه‌ای که به او قدرت‌های مختلف می‌دهد، می‌جنگد، اما معمولاً به عنوان یکی از محافظان بخش ۲۸۱۴، بخشی که زمین در آن زندگی می‌کند، به تصویر کشیده می‌شود. قدرت‌های او از حلقه قدرت او ناشی می شودو باتری فانوس سبز، که در دستان شخصی که قادر به غلبه بر ترس بزرگ است، به کاربر اجازه می‌دهد تا نیروی اراده خود را برای ایجاد انواع سازه‌های خارق‌العاده هدایت کند. جردن از این قدرت برای پرواز حتی در خلاء فضا استفاده می‌کند. برای ایجاد سپر، شمشیر، و لیزر. و لباس سبز فانوس خود را بسازد که از هویت مخفی او در زندگی غیرنظامی او بر روی زمین محافظت می‌کند. جردن و دیگر گرین لنترن‌ها توسط نگهبانان اسرارآمیز جهان، که توسط ویرایشگر ایده جولیوس شوارتز و بروم سال‌ها قبل در داستانی با حضور کاپیتان ستاره دنباله‌دار در ماجراهای عجیب شماره ۲۲ طراحی شده بودند، تحت نظارت و قدرت قرار می‌گیرند. (ژوئیه ۱۹۵۲) با عنوان «نگهبانان جهان ساعت».
در طول دهه ۱۹۹۰، جردن نیز به عنوان یک شرور ظاهر شد. خط داستانی رویداد گرگ میش زمرد شاهد یک جردن بود که از تخریب شهر ساحلی اردن توسط ابرشرور منگول آسیب دید، نام «پرالکس» را برگزید و جهان را تهدید به نابودی کرد. در سال‌های بعدی، دی‌سی کامیکس این شخصیت را بازسازی کرد، ابتدا با وادار کردن جردن به دنبال رستگاری برای اعمالش به‌عنوان پرالکس، و بعداً با فاش ساختن این که پرالکس در واقع یک موجود کیهانی شیطانی بود که جردن را فاسد کرد و کنترل اعمال او را به دست گرفت. بین حضور شخصیت در نقش پارادایس و بازگشت دوباره او به دی‌سی کامیکس به عنوان یک فانوس سبز قهرمان، شخصیت برای مدت کوتاهی به عنوان شبح نیز عمل کرد. یک شخصیت ماوراء طبیعی در داستان‌های دی سی کامیکس که به عنوان مأمور خشمگین خدا روی زمین عمل می‌کند.
خارج از کمیک هال جردن در پروژه‌های مختلف انیمیشن، بازی‌های ویدیویی و لایو اکشن ظاهر شده‌است. طرح اصلی جردن در کمیک‌ها بر اساس بازیگر پل نیومن بود، [نیاز به نقل از] و این شخصیت در رتبه هفتم آی‌جی‌ان در ۱۰۰ قهرمان برتر کتاب‌های مصور در سال ۲۰۱۱ قرار گرفت. در سال ۲۰۱۳، هال جردن در رتبه چهارم برترین ابرقهرمان‌های دی‌سی کامیکس سال ۲۰۱۵ آی‌جی‌ان قرار گرفت.

### کایل راینر
کایل رینر قبل از اینکه حلقه قدرت گرین لنترن را به دست آورد، یک هنرمند کمیک مستقل مبارز اما با استعداد بود که در شمال هالیوود بزرگ شد و در لس آنجلس زندگی و کار کرد. کایل به عنوان تک فرزند توسط مادر ایرلندی خود بزرگ شد. پدرش زمانی که مادرش باردار بود مادرش را رها کرد. بعداً مشخص شد که پدرش یک مأمور مکزیکی-آمریکایی سیا به نام گابریل واسکز بوده و آرون راینر صرفاً یک نام مستعار بوده‌است. کایل و مادرش تا زمانی که او به بزرگسالی رسید سبک زندگی بسیار ساده ای داشتند. پس از اینکه هال جردن، غمگین از ویرانی شهر زادگاهش کوست سیتی، دست به حمله ای جنون آمیز زد و اعضای مختلف سپاه گرین لنترن و نگهبانان کیهان را کشت. راینر توسط آخرین بازمانده نگهبان جهان، گانتت پیدا شد. گانت به کایل آخرین حلقه نیرومند فانوس سبز را داد که به او اجازه می‌داد هر شکلی از ماده یا انرژی را از طریق نیروی محض اراده تجسم کند. دلایل گانت برای انتخاب کایل برای حمل حلقه هرگز کاملاً آشکار نشده‌است، جدا از اینکه راینر در زمان مناسب در مکان مناسب قرار گرفته‌است: قبل از اینکه حلقه را به راینر وصیت کند، گانته به سادگی می‌گوید: «باید این کار را انجام دهی.» گانته بعداً فاش کرد که انسان‌ها فانوس‌های سبز بزرگ می‌سازند (قبل از فروپاشی ذهنی هال جردن، او بزرگ‌ترین فانوس سبز سپاه بود و جان استوارت اولین نگهبان فانی جهان شد). با این حال، چندین منبع دلالت می‌کنند که گانته دلیل عمیق‌تری را دنبال می‌کرد: کایل راینر به این دلیل انتخاب نشد که او نترس بود، بلکه به این دلیل انتخاب شد که او می‌توانست بر ترس غلبه کند، بنابراین او و همه فانوس‌های آینده، کمتر مستعد تأثیر پارالکس است. نگهبانان جدیدبازگویی تا آنجا پیش می‌رود که اخم کردن «تو باید انجام بدهی» را با یک خندان جایگزین می‌کند «به‌نظر می‌رسد خوب انتخاب کردم».
در ابتدا، کایل خیلی ساده حلقه را در اختیار گرفت. دوست دخترش، الکساندرا دیویت، او را تشویق کرد که مسئولیت پذیرتر باشد، نسخه خودش را از یونیفرم گرین لنترن بسازد، و به او کمک کرد تا برای نقش جدیدش به عنوان یک ابرقهرمان آموزش ببیند، اما بعداً توسط نیروی بزرگ ابرشرور به قتل رسید و در یخچال فرورفت. . احساس گناه در این رویداد، راینر را وادار کرد تا نقش خود را جدی‌تر بگیرد، و در نتیجه، او تلاش کرد تا بهترین گرین لنترنی باشد که می‌توانست به احترام یاد الکس باشد. راینر سپس به شهر نیویورک نقل مکان کرد، زیرا لس آنجلس او را به یاد الکس انداخت و او نیاز به شروعی تازه داشت.
راینر در شیفتگی با سوپرمن و بتمن بزرگ شد، اگرچه او فقط دانش گذرا از فانوس‌های سبز مختلف زمین داشت. این به زودی تغییر کرد و او متوجه شد که حلقه فانوس سبز بیان نهایی تخیل بارور او بود. در زمان نبرد، او اغلب از قدرت حلقه برای ساختن تقریباً هر چیزی که ذهن هنری‌اش تصور می‌کرد استفاده می‌کرد: ابرقهرمانان دیگر، شخصیت‌های انیمه، شخصیت‌های عرفانی، ماشین‌ها، سلاح‌های آینده‌نگر و شخصیت‌های اصلی از کتاب‌های کمیک‌اش. در حالی که سایر اعضای سپاه گرین لنترن عملی بودن این سازه‌ها را زیر سؤال بردند، آنها اغلب از راینر به یک حریف غیرقابل پیش‌بینی و مهیب تبدیل می‌شود

### جان استوارت
جان استوارت یک معمار است که بعداً به یک تفنگدار آمریکایی کهنه‌کار از دیترویت، میشیگان «دوباره» تبدیل شد و پس از مجروح شدن گای گاردنر، پشتیبان قبلی، گای گاردنر، به عنوان پشتیبان گرین لنترن به عنوان پشتیبان گرین لنترن فعلی، هال جردن انتخاب شد. بعد از اینکه هنگام تلاش برای نجات یک غیرنظامی با یک ماشین برخورد کرد. اگرچه جردن پس از مشاهده اینکه استوارت نگرش ستیزه جویانه ای نسبت به شخصیت‌های اقتدار دارد، به این تصمیم اعتراض کرد، اما نگهبانان بر تصمیم خود ایستادند و جردن را به دلیل دیدگاه متعصبانه احتمالی او در مورد این موضوع مورد سرزنش قرار دادند. جردن توضیح داد که او فقط احساس می‌کرد که اگرچه استوارت ممکن است برای این کار درستکاری داشته باشد، «بدیهی است که تراشه ای بزرگتر از صخره جبل الطارق روی شانه خود خواهد داشت.»
نظر جردن این بود که اولین مأموریت استوارت بد شروع شد. وظیفه او محافظت از یک سیاستمدار نژادپرست بود و استوارت، در حالی که از وقوع یک حادثه جلوگیری می‌کرد، از این موقعیت استفاده کرد تا جردن را در این روند شرمنده کند. هنگامی که یک قاتل به سمت سیاستمدار شلیک می‌کند، استوارت در پاسخ به حمله با جردن مداخله نمی‌کند، که در ابتدا باعث می‌شود استوارت مظنون به نظر برسد. با این حال، به نظر می‌رسد استوارت دلایل خوبی برای این قصور ظاهری داشته‌است، زیرا او مانع کشتن یک افسر پلیس توسط یک مرد مسلح شده بود. در پارکینگ بیرونی این رویداد در حالی که جردن به دنبال یک طعمه بود. هنگامی که جردن با استوارت در مورد اقداماتش روبرو می‌شود، استوارت توضیح می‌دهد که این سیاستمدار حمله را برای منافع سیاسی ترتیب داده بود. جردن سپس به این نتیجه می‌رسد که استوارت یک استخدام عالی بود و ارزش خود را ثابت کرده‌است.
برای مدتی، استوارت گهگاه به عنوان فانوس سبز در زمانی که جردن در دسترس نبود، از جمله برخی از مأموریت‌های لیگ عدالت را پر می‌کرد.
پس از اینکه جردن در دهه ۱۹۸۰ از گرین لنترن دست کشید، نگهبانان استوارت را برای انجام وظیفه تمام وقت انتخاب کردند. استوارت این نقش را برای چند سال ایفا کرد. در آن دوره او به عنوان معمار در شرکت هواپیماسازی فریس کار می‌کرد، با بسیاری از شروران گرین لنترن مبارزه کرد و در جریان بحران در زمین‌های بی‌نهایت علیه نیروهای آنتی‌مانیتور جنگید. جان در استفاده از حلقه قدرت خود توسط کاتما تویی، فانوس سبز سیاره کروگر آموزش دید. این دو با هم به ماجراجویی‌های زیادی رفتند و در نهایت عاشق هم شدند. کت و جان در کنار هال جردن، آریسیا، کیلوووگ، سالاک در سپاه فانوس سبز زمین خدمت کردند. و دیگر گرین لنترن‌های بیگانه که در طی آن مدت ازدواج کرده بودند.
پس از اینکه حلقه جان از طریق نقشه‌های سینسترو ناتوان شد و کاتما تویی به دست ستاره یاقوت کبود دیوانه به قتل رسید، زندگی استوارت شروع به بازگشایی کرد. اول، او به دروغ متهم به کشتن کارول فریس شد، شخصیت جایگزین ستاره یاقوت کبود، و سپس به دروغ توسط نامبیای جنوبی (یک کشور خیالی در جهان دی سی شبیه به آفریقای جنوبی دوران آپارتاید) به سرقت متهم شد. جان که هفته‌ها در نامبیای جنوبی زندانی و شکنجه شد، با حلقه قدیمی‌اش که اکنون به لطف تلاش‌های هال جردن دوباره به قدرت رسیده بود، خود را آزاد کرد. جان در فرار خود ناخواسته هم یک قاتل زنجیره ای و هم یک تروریست را آزاد می‌کند. هنگامی که جردن با جان به خاطر اقداماتش روبرو می‌شود، دو دوست با هم درگیر می‌شوند تا اینکه جان متوجه می‌شود که «انقلابیونی» که برای کشتن غیرنظامیان بی گناه به آنها کمک کرده بود، می‌فهمد.

### گای گاردنر
گای توسط والدینش رولند و پگی گاردنر در بالتیمور بزرگ شد. پدرش، رولاند، یک الکلی بدرفتار بود که هر روز گای را کتک می‌زد. برخی از جراحات گای مانند کبودی، بریدگی و برآمدگی قابل مشاهده بودند، اما برخی دیگر نامرئی بودند و از نظر احساسی وارد شدند. گای در مدرسه سخت کار می‌کرد تا بتواند رضایت پدرش را جلب کند، اما رولند در عوض به برادر بزرگتر گای، میس، توجه و تمجیدهای زیادی کرد. تنها راه فرار گای در این زمان، کتاب‌های مصور جنرال گلوری بود، که تا آنجا پیش رفت که مدل موی کاسه‌ای خود را از دستیار گلوری، ارنی، الگوبرداری کرد.
گای در اواسط نوجوانی به یک بزهکار نوجوان تبدیل شد. او دائماً از قدرت سرپیچی می‌کرد. بعداً توسط برادر بزرگترش، میس، که اکنون افسر پلیس است، او را صاف کرد و سرانجام به کالج رفت و از زندگی خود حمایت کرد و مدرک لیسانس خود را در رشته تحصیلی و روان‌شناسی از دانشگاه میشیگان گرفت، جایی که او تا دوران حرفه ای خود فوتبال بازی می‌کرد. - پایان دادن به آسیب جراحت عمیقاً گای را تحت تأثیر قرار داد.
پس از کالج، گای به عنوان یک کارمند رفاه اجتماعی کار کرد و با زندانیان زندان و توانبخشی آنها سروکار داشت. او این رشته کار را رها کرد، با این حال، از ترس آن که طبیعت تهاجمی او را نشان دهد. در ادامه، معلمی برای کودکان معلول شد. این شغل جنبه محبت آمیز و دلسوز خود را نشان داد.
در سپتامبر ۲۰۱۱، نیو ۵۲ تداوم دی سی را مجدداً راه اندازی کرد. در این جدول زمانی جدید، گای اکنون یک افسر پلیس سابق و فرزند میانی خانواده ای است که سابقه عضویت در اداره پلیس بالتیمور به سال ۱۸۶۰ برمی گردد. او دومین انسانی است که پس از آمدن به گرین لنترن انگشتر به دست آورده‌است. نجات برادر بزرگترش جرارد که در جریان تیراندازی پلیس با یک باند خیابانی به دام افتاده بود.
در این نسخه، گای رابطه تیره‌ای با پدرش ابنزر گاردنر دارد، پلیسی که پس از گرفتن گلوله در حین انجام وظیفه، به دلیل مسائل مربوط به حادثه غیرقابل توضیحی که گای نیروی پلیس را اخراج کرد، ناتوان شد. این دوباره در رویداد تولد دوباره جهان دی سی که به اصل اصلی خود بازگشت گای توسط پدر الکلی خود در کودکی مورد آزار قرار گرفت، که در جریان دعوای بچه‌ها با آرکیلو عضو سپاه سینسرو در حال حاضر، و بعداً پدرش دیده شد، بازگشت. با نام اصلی خود رولان گاردنر دوباره معرفی شد.